# Feršampenuaz
Feršampenuaz (in russo Фершампенуаз?) è un villaggio della Russia che appartiene all'oblast' di Čeljabinsk; è il centro amministrativo del rajon Nagajbakskij.
Si trova sulla riva sinistra del fiume Gumbejka, 60 km a nord-est di Magnitogorsk e 210 km a sud-ovest di Čeljabinsk.